# Centros de Observación y Clasificación
Los Centros de Observación y Clasificación (C.O.C.) fueron creados en 1961 en diversas partes de España para evaluar y clasificar a las niñas y jóvenes detenidas por el Patronato de Protección a la Mujer. Estuvieron en funcionamiento hasta después del fallecimiento de Francisco Franco.

## Historia
Los Centros de Observación y Clasificación del Patronato de Protección a la Mujer estaban destinados a vigilar, clasificar y controlar la moral de mujeres consideradas “caídas” por el régimen o que tuvieran riesgo de desviarse de la moral nacionalcatólica.  Antes de contar con estos COC, el Patronato utilizaba el centro religioso de Nuestra Señora del Amparo en Madrid para realizar esta clasificación inicial de las niñas y jóvenes.
El primer COC se abrió oficialmente en la calle Marqués del Urquijo de Madrid en 1961 y después se abrió otro centro gestionado por las Trinitarias en la zona de Arturo Soria. Además, durante la dictadura franquista se abrieron centros en otras ciudades como Barcelona, Zaragoza, Las Palmas y Ávila. Existieron durante gran parte del siglo XX y por ellos pasaron miles de niñas y mujeres jóvenes.
En estos espacios se evaluaba a las jóvenes detenidas por haber sido denunciadas por motivos tales como estar embarazadas fuera del matrimonio, aunque fuera por violación, ejercer la prostitución o salirse de las normas consideradas morales por el franquismo como llegar tarde a casa, salir con chicos o mostrar "comportamientos homosexuales u otras anomalías de orden mental". El objetivo era diferenciar cuáles estaban "completamente limpias” y las que no.
La evaluación consistía en someterlas a exámenes médicos, ginecológicos para determinar si eran vírgenes, psicológicos y de conducta durante una semana aproximadamente. Eran clasificadas en función de su inteligencia y su moralidad, y se analizaban aspectos como la voluntad, el egoísmo, la sensualidad y las compañías.
En el 32% de los casos, determinaban que habían sido detenidas por error, el 40% que tenían vinculación con el trabajo sexual y el resto entraba en la categoría de embarazadas, eran lesbianas o trastornos psiquiátricos. En función de los resultados, se emitía un informe que determinaba si eran destinadas a los centros de prevención o de rehabilitación del Patronato de Protección a la Mujer. Las mayores de edad que hubieran ejercido la prostitución, eran ingresadas en centros de la Institución Villa Teresita.
Se sabe que se inauguraron Centros de Observación y Clasificación al menos hasta 1974 y que en 1976 algunos seguían en funcionamiento.